# Ivan Pernar
 Ovo je glavno značenje pojma Ivan Pernar. Za druga značenja pogledajte Ivan Pernar (1985.).
Ivan Pernar (Hrastina kraj Zaprešića (Marija Gorica), 3. studenoga 1889. – New York, 2. travnja 1967.), bio je hrvatski odvjetnik i političar.

## Životopis
Ivan Pernar rodio se u Hrastini kraj Zaprešića 1889. godine. Rodio se je u obitelji Nikole i Jelene (rođ. Hrust) Pernar. Pohađao je Klasičnu gimnaziju u Zagrebu koju je završio 1909. godine. Studirao je pravo u Zagrebu gdje je i doktorirao na zagrebačkom sveučilištu. Bio je član užeg vodstva HSS-a. Od studenoga 1919. godine bio je članom glavnoga obora HPSS-a. Kao kandidat HSS-a sudjelovao je na izborima u Kraljevini Jugoslaviji i bio izabran 1923., 1925., 1927., 1935. i 1938. godine. Godine 1926. kada je HSS sudjelovao u vladi bio je kao predstavnik HSS-a na dužnosti podtajnika u Ministarstvu unutarnjih poslova. Za vrijeme Kraljevine Jugoslavije kao političar i član HSS-a više puta je zatvaran.

### Atentat u beogradskoj skupštini
Ivan Pernar bio je zastupnik HSS-a za Ludbreg. Dana 20. lipnja 1928. godine, revolverskim hitcima na zastupnike HSS-a, dvorski agent i zastupnik Radikalne stranke Puniša Račić ranjava Ivana Pernara i Ivana Granđu, smrtno ranjava Stjepana Radića, a usmrćuje Đuru Basaričeka i Pavla Radića. Dr. Ivan Pernar pogođen je s dva metka. Prvi Račićev metak pogađa ga u ruku, a drugi nepuni centimetar ispod srca, tri milimetra ispod žile kucavice nakon kojeg pada pod klupu i tako je izbjegao treći mu namijenjen metak. Taj drugi revolverski metak Pernar je u tijelu nosio do kraja života.
U kanadskom Hrvatskom glasu u članku pod nazivom Dvadeseti lipnja 1928. (brojevi 25. i 26. od 21. i 28. lipnja 1949. godine) Pernar je pisao o tom atentatu opširnije. Dio članka o momentu samog ranjavanja: 
»Tog trenutka plane pištolj, a iz cijevi plamen, dim, prasak i udarac u lijevu ruku. On spušta pištolj okomito do koljena – ja ga gledam a on opet u mene uperio cijev: časak – pištolj plane i drugi put, ali ovaj hitac je pogodio u prsa. Kugla mi slomila rebra, ključnu kost ozlijedila, te me kao opeklo na prsima, a topla krv poteče niz prsa. Sada sam vidio da nije šala pak sam zažmirio i desnom nogom sam se spuštao na poklek promatrajući i dalje kako krvnik puca i gađa.«

### Nakon atentata
Puniša Račić biva osuđen na 20 godina zatvora koje provodi u Kaznenom zavodu u Zabeli kod Požarevca. U listopadu 1944. godine po ulasku u Beograd na prijekom sudu partizani ga osuđuju na smrt i strijeljaju.
Iskoristivši ubojstvo Stjepana Radića i blokadu rada Narodne skupštine (parlamenta) koja je uslijedila, jugoslavenski kralj Aleksandar I. Karađorđević u proglasu objavljenom 6. siječnja 1929. godine proklamira da su "ti žalosni razdori i događaji (...) pokolebali kod Naroda veru u korisnost te ustanove" te da zato između kralja i naroda "ne može i ne sme biti više posrednika". Potom ukida Vidovdanski ustav i uvodi Šestosiječanjsku diktaturu koja je prekinuta tek atentatom na kralja u Marseillesu 1934. godine. Atentat je bio organiziran od ustaša, a neposredni izvršitelj bio je Vlado Černozemski, bugarski revolucionar. Černozemski biva ubijen prigodom atentata od francuske policije koja je pucajući po njemu slučajno ubila i francuskog ministra vanjskih poslova Louisa Barthoua.
Pernar je nakon oporavka nastavio odvjetničku djelatnost pošto su za diktature kralja Aleksandra I. Karađorđevića političke stranke i politička djelatnost bile zabranjene. Godine 1933., 14. ožujka, bio je osuđen na godinu dana strogoga zatvora koji je izdržavao u kaznionici u Srijemskoj Mitrovici odakle je pušten prije isteka pune kazne. Dana 21. kolovoza 1938. kao predstavnik HSS-a prisustvovao je sprovodu Andreja Hlinke u Ružomberoku.

### Drugi svjetski rat i SAD
Ivan Pernar za Banovine Hrvatske biva izabran za senatora. Za vrijeme NDH više puta je zatvaran od ustaškog režima. Zbog povezanosti s urotom Lorković-Vokić 1944. godine biva uhićen i zatvoren u Lepoglavi odakle je sredinom travnja 1945. godine prevezen u zagrebačku Zaraznu bolnicu. Neposredno pred slom NDH pušten je, zahvaljujući zauzimanju kardinala Alojzija Stepinca, te 7. svibnja 1945. godine u skupini vođa HSS-a odlazi u Klagenfurt, a potom u Salzburg. U rujnu 1945. godine odlazi u Rim, a iz Rima u SAD. U SAD-u nastanjuje se u New Yorku. Nastupa na mnogim skupovima HSS-a po Americi i Kanadi, piše u kanadskom Hrvatskom glasu i radi na omogućavanju iseljenja Hrvatima u prekomorske zemlje. Tijekom boravka u izbjeglištvu izložen je napadima ustaške emigracije ali i sam piše žestoke protuustaške polemike i pamflete.
Umro je u New Yorku 2. travnja 1967. godine. Pokopan je 5. travnja 1967. godine, na newyorkškome groblju St. Raymond's.

## Priznanja
- 1928. godine proglašen je počasnim građaninom Križevaca.[17]

## Vanjske poveznice
- Begonja, Zlatko, Ivan Pernar o hrvatsko-srpskim odnosima nakon atentata u Beogradu 1928. godine, // Radovi Zavoda za povijesne znanosti HAZU u Zadru, br. 51. (2009.), str. 203. – 218. (Hrčak)